# Gmina Storuman
Gmina Storuman (szw. Storumans kommun) – gmina w Szwecji, w regionie Västerbotten, z siedzibą w Storuman.
Gminę zamieszkuje 6554 osób, z czego 48,9% to kobiety (3205) i 51,1% to mężczyźni (3349). W gminie zameldowanych jest 129 cudzoziemców. Na każdy kilometr kwadratowy przypada 0,83 mieszkańca. Pod względem wielkości gmina zajmuje 10. miejsce.